# Staatliche Abschlussbezeichnung
Eine staatliche Abschlussbezeichnung ist die rechtsverbindliche Etikettierung für einen erfolgreich absolvierten Studien- oder Ausbildungsgang unter staatlicher Aufsicht.

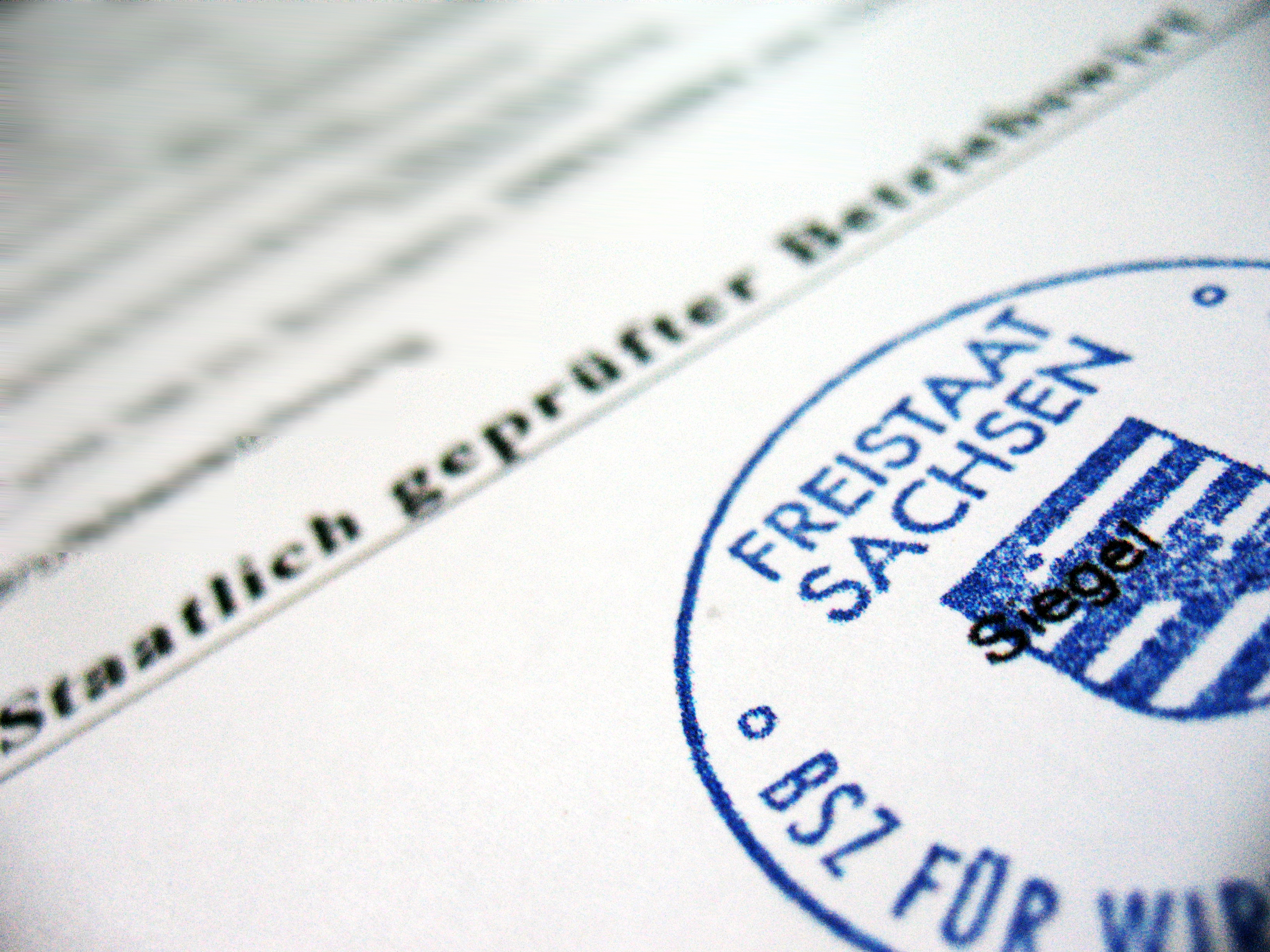
Staatlich geprüfter Betriebswirt – Abschlusszeugnis

Während Hochschulen (beispielsweise Universitäten, Pädagogische Hochschulen, Fachhochschulen oder Kunsthochschulen) akademische Grade (Hochschulgrade) vergeben, begnügen sich weitere Bildungseinrichtungen im sogenannten Tertiären Bildungsbereich, wie etwa die Berufsakademien und Fachschulen, für die erfolgreichen Studienabschlüsse mit sogenannten „Staatlichen Abschlussbezeichnungen“.
Die Absolventen früherer Ingenieurschulen und sonstiger höherer Fachschulen, die in den 1960/70er Jahren zugunsten der neuen Fachhochschulen aufgelöst wurden, bekamen ihren Abschluss als staatliche Bezeichnung verliehen, beispielsweise als Ingenieur, Betriebswirt usw. Diese Absolventen von Vorgängereinrichtungen der Fachhochschulen konnten sich nachgraduieren lassen zum Beispiel mit der staatlichen Bezeichnung als Ingenieur (grad.), Betriebswirt (grad.) usw. Der spätere Fachhochschulabsolvent bekam zunächst die gleiche Abschlussbezeichnung, aber als akademische Graduierung verliehen. Mit der Einführung des Diplomgrades auch für Fachhochschulabsolventen in den 1980er Jahren konnten sich die zuvor Graduierten nachdiplomieren lassen, ebenfalls in Form einer staatlichen Bezeichnung oder eines akademischen Grades.
Staatliche Abschlussbezeichnungen werden von weiterbildenden Fachschulen/Fachakademien vergeben, die Staatlich geprüfte Betriebswirte, Staatlich geprüfte Informatiker, Staatlich geprüfte Techniker, Staatlich geprüfte Gestalter usw. ausbilden. Daneben gibt es auch Berufsfachschulen und Berufsfachschulausbildungsgänge an anderen berufsbildenden Einrichtungen, die Berufsbezeichnungen mit dem Zusatz „staatlich geprüft“ vergeben. Zu den staatlichen Abschlussbezeichnungen gehören auch die staatlich anerkannten Ausbildungsberufe.
Nicht zu den staatlichen Abschlussbezeichnungen gehören alle akademischen Grade sowie Berufsbezeichnungen, die nach einer Berufsausbildung (unabhängig vom Bildungsträger) und einer gewissen Berufspraxis anerkannt und mit dem Zusatz „staatlich anerkannt“ versehen werden.
Folgende Abschlussbezeichnungen gelten als staatliche Abschlussbezeichnungen:
- Berufsbezeichnungen, die durch ein Staatsexamen erworben wurden
- Staatliche Abschlussbezeichnungen wie Diplom-… (BA) oder Bachelor an Berufsakademien (diese sind keine akademischen Grade)
- Berufsbezeichnungen, die mit der Bezeichnung Staatlich geprüfte(r)… anfangen
- Berufsbezeichnungen mit dem Zusatz Staatlich geprüft